# Y aura pas école demain
Pour plus de détails, voir Fiche technique et Distribution.
Y aura pas école demain est un téléfilm français réalisé par Philippe de Broca, diffusé le 18 février 2003.

## Synopsis
Le maire d'une petite ville se bat pour la réouverture de son école fermée depuis trois ans. Mais trois élèves seulement seront présents à sa réouverture.

## Fiche technique
- Réalisation : Philippe de Broca
- Scénario : Corinne Klomp et Pierre Leyssieux
- Société de production : France 3
- Durée : 90 minutes
- Pays :  France

## Distribution
- Roland Giraud : Antoine Moreau
- Bruno Slagmulder : Victor Amblard
- Delphine Rich : Cécile
- Clémence Boué : Marie Amblard
- Antoine Coesens : François Bouchard
- Catherine Lecoq : Sandrine Bouchard
- Viviane Cayol : Jeanne
- Nathalie Vignes : Nathalie, l'épicière
- Jérôme Rigaut : le postier
- Georges Neri : Rémy
- Bruno Bonomo : Monsieur Picaud
- Sophie Avon : Directrice de l'ANPE
- Richard Guedj : Marcel Flandrin
- Arthur Pellissier : Julien Amblard
- Tom Benracassa : Mathieu Amblard
- Ludivine Manca : Elsa Amblard
- Marine Saenz : Carole Bouchard
- Argaud Thierry : Factotum du Village